# José Torres (attore)
José Torres (Tocuyito, 4 giugno 1925) è un attore venezuelano.

## Biografia
Conosciuto come Tacupay in Venezuela, ha partecipato negli anni sessanta a molti spaghetti western, soprattutto in ruoli secondari, recitando al fianco di attori come Orson Welles, Terence Hill e Lee Van Cleef. In patria, è famoso principalmente come attore di telenovelas come Ka Ina.

## Filmografia
- Due donne innamorate (Premier bal), regia di Christian-Jaque (1941)
- Un viaje de novios, regia di Gonzalo Delgrás (1948)
- Il diavolo zoppo (Le Diable boiteux), regia di Sacha Guitry (1948)
- La belle de Cadix, regia di Raymond Bernard e Eusebio Fernández Ardavín (1953)
- I masnadieri, regia di Mario Bonnard (1961)
- Taur, il re della forza bruta, regia di Antonio Leonviola (1963)
- Salomé 73, regia di Odoardo Fiory (1964)
- Due mafiosi nel Far West, regia di Giorgio Simonelli (1964)
- L'uomo mascherato contro i pirati, regia di Vertunnio De Angelis (1964)
- Il corsaro nero nell'isola del tesoro, regia di Vertunnio De Angelis (1964)
- 30 Winchester per El Diablo, regia di Gianfranco Baldanello (come Frank G. Carroll) (1965)
- Degueyo, regia di Giuseppe Vari (come Joseph Warren) (1966)
- Ramon il messicano, regia di Maurizio Pradeaux (1966)
- La resa dei conti, regia di Sergio Sollima (1966)
- Il grande colpo dei 7 uomini d'oro, regia di Marco Vicario (1966)
- Da uomo a uomo, regia di Giulio Petroni (1967)
- Perché uccidi ancora, regia di José Antonio de la Loma, Edoardo Mulargia (come Edward G. Muller) (1967)
- Preparati la bara!, regia di Ferdinando Baldi (1967)
- Un poker di pistole, regia di Giuseppe Vari (come Joseph Warren) (1967)
- I sovversivi, regia di Paolo e Vittorio Taviani (1967)
- Vado... l'ammazzo e torno, regia di Enzo G. Castellari (1967)
- Faccia a faccia, regia di Sergio Sollima (1967)
- Tutto per tutto, regia di Umberto Lenzi (1967)
- Tepepa, regia di Giulio Petroni (1968)
- Corri uomo corri, regia di Sergio Sollima (1968)
- El "Che" Guevara, regia di Paolo Heusch (1968)
- Dio perdoni la mia pistola, regia di Mario Gariazzo e Leopoldo Savona (1969)
- Un esercito di 5 uomini, regia di Italo Zingarelli (1969)
- Sono Sartana, il vostro becchino, regia di Giuliano Carnimeo (1969)
- Io e Dio, regia di Pasquale Squitieri (1970)
- Django sfida Sartana, regia di Pasquale Squitieri (1970)
- Le tigri di Mompracem, regia di Mario Sequi (1970)
- Arriva Durango... paga o muori, regia di Roberto Bianchi Montero (1971)
- ...e lo chiamarono Spirito Santo, regia di Roberto Mauri (1971)
- Spara Joe... e così sia!, regia di Emilio P. Miraglia (come Hal Brady) (1972)
- Spirito Santo e le 5 magnifiche canaglie, regia di Roberto Mauri (1972)
- Seminò morte... lo chiamavano il Castigo di Dio!, regia di Roberto Mauri (1972)
- Corte marziale, regia di Roberto Mauri (1973)
- Giungla di fuoco (Field of Fire), regia di Cirio H. Santiago (1991)

## Doppiatori italiani
- Carlo D'Angelo in Vado...l'ammazzo e torno, Corri uomo corri
- Rino Bolognesi in Dio perdoni la mia pistola, Sono Sartana, il vostro becchino
- Luciano De Ambrosis in Tutto per tutto, Corte marziale
- Bruno Persa in Il corsaro nero nell'isola del tesoro
- Sergio Graziani in 30 Winchester per El Diablo
- Nino Pavese in Ramon il messicano
- Daniele Tedeschi in Preparati la bara!
- Nino Dal Fabbro in Un poker di pistole
- Carlo Alighiero in Faccia a faccia
- Pino Colizzi in Tepepa
- Ferruccio Amendola in Io e Dio
- Sergio Rossi in Spara Joe...e così sia!
- Michele Gammino in Seminò morte... lo chiamavano il Castigo di Dio!